# Confrontos entre America e Fluminense no futebol
America versus Fluminense é o confronto que envolve o America Football Club e o Fluminense Football Club, clubes da cidade do Rio de Janeiro, capital do estado com esse mesmo nome, no Brasil.
Acentuar o nome America, segundo o estatuto deste clube é incorreto, pois a grafia se escreve baseada na língua inglesa.

## Introdução
O America, clube que historicamente representa a região da cidade do Rio de Janeiro conhecida como Grande Tijuca, na Zona Norte, e o Fluminense, clube sediado no bairro de Laranjeiras, na Zona Sul, fazem um confronto que completou 100 anos de História em 2008.
No ano da fundação do America, em 1904, o clube rubro cobrava 2$000 de mensalidade aos seus associados, o mesmo valor cobrado pelo Botafogo, contra 5$000 cobrados pelo Fluminense, facilitando com isso o ingresso de jovens em seus quadros.
O jogo mais importante deste clássico foi a decisão do Campeonato Carioca de 1960, quando o America venceu por 2 a 1, sagrando-se o primeiro campeão carioca do então recém-criado, Estado da Guanabara. Neste jogo, o lateral-direito Jorge converteu-se no grande herói da conquista, ao marcar o gol da vitória americana. No total, America e Fluminense disputaram dez finais até os dias atuais, com sete vitórias tricolores e três americanas.[carece de fontes?]

## História

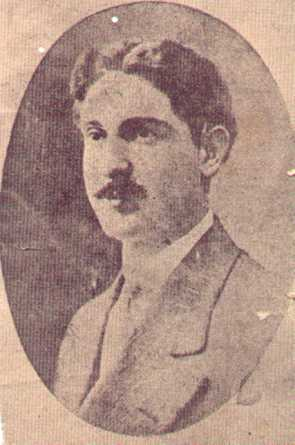
Belfort Duarte.

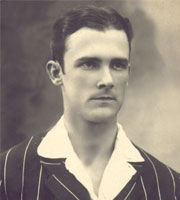
Marcos Carneiro de Mendonça.

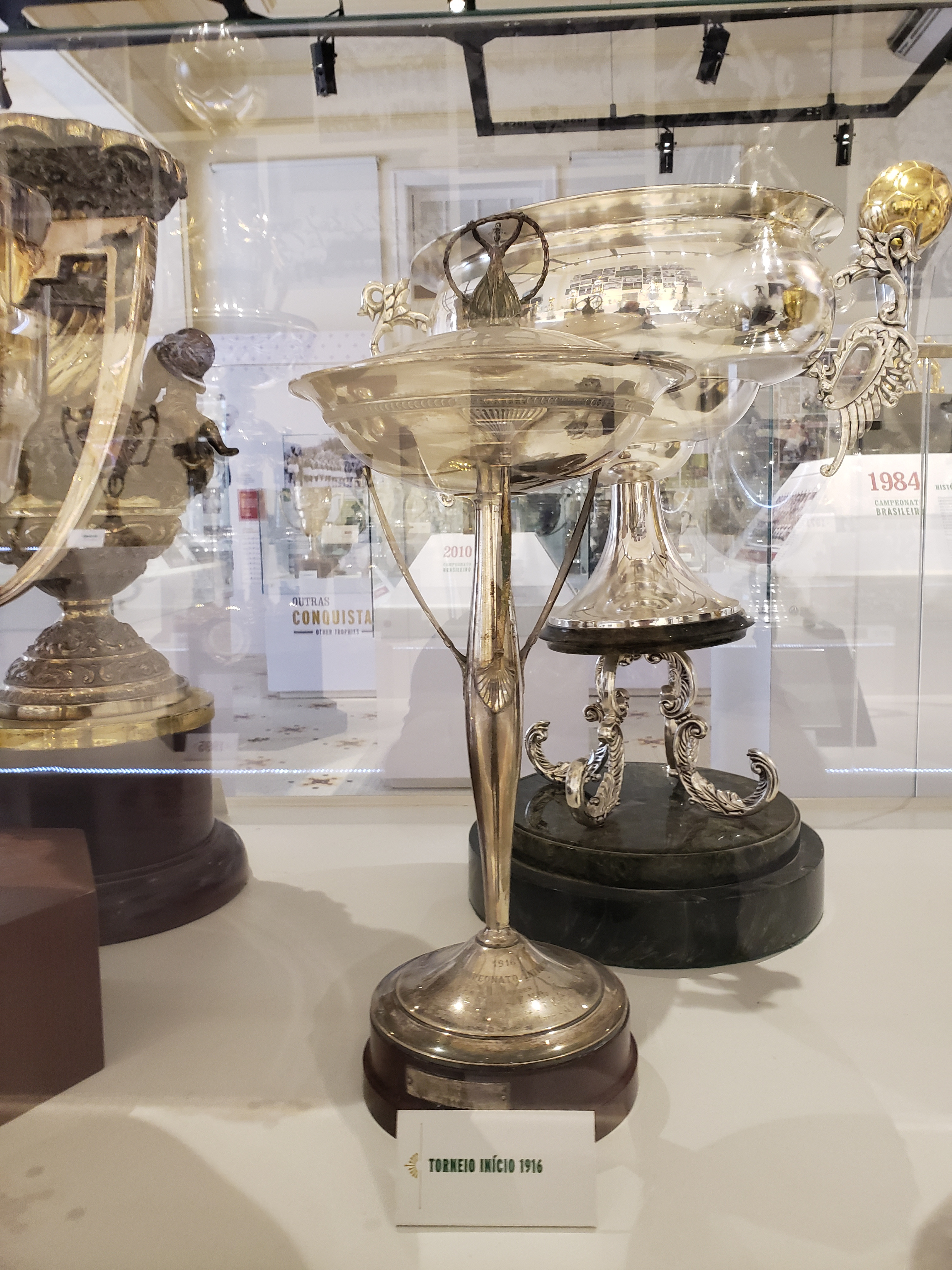
Taça do Torneio Início de 1916, a primeira decisão.

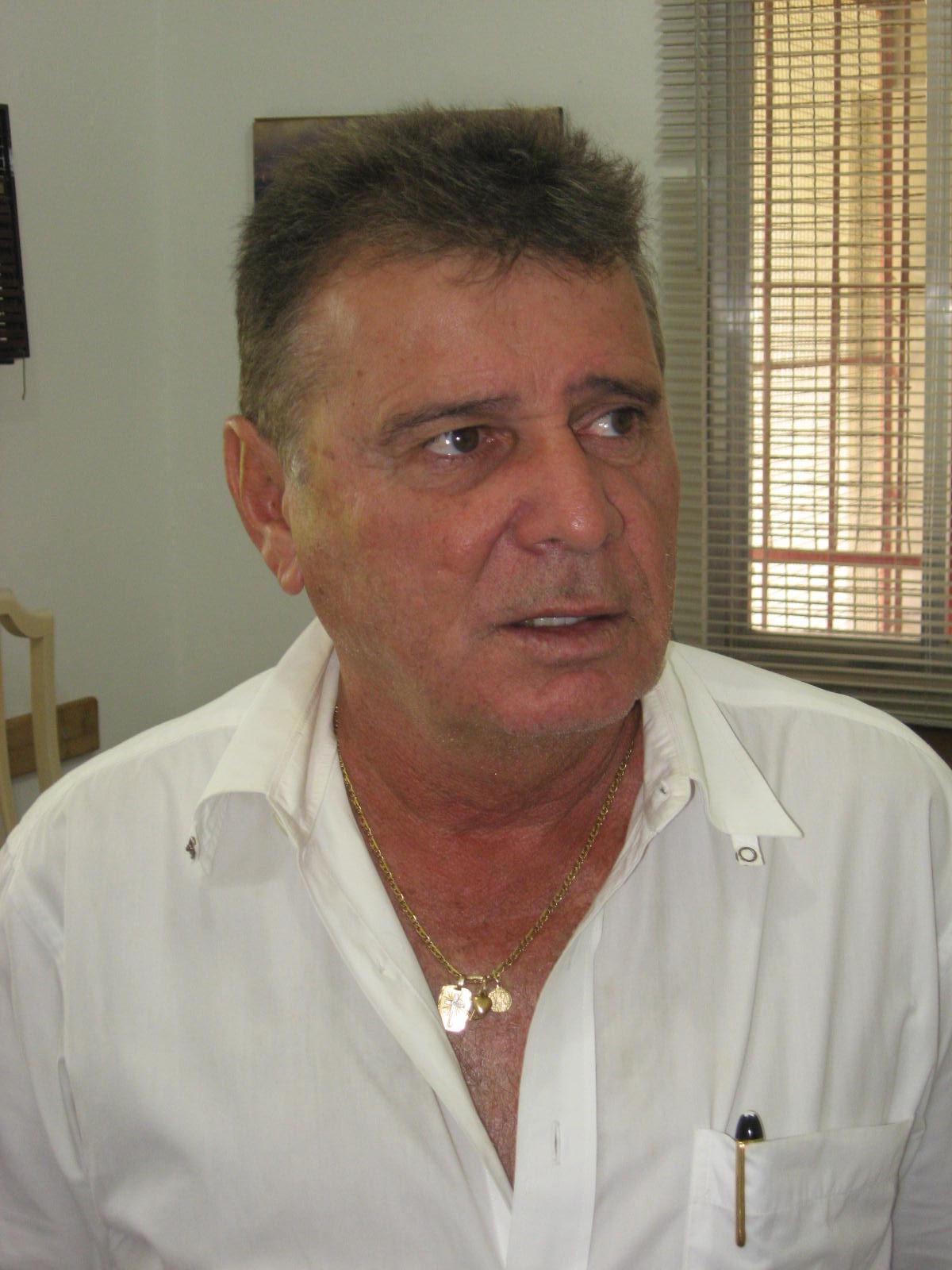
Edu, maior artilheiro americano no confronto.

America e Fluminense se confrontam desde 19 de julho de 1908, na vitória do Flu por 2 a 1, em Laranjeiras, válida pelo Campeonato Carioca, com gols de Buchan e Emile Etchegaray para o Fluminense e Lucas Assumpção para o America. O ano de 1908 foi também o primeiro no qual os dois clubes disputaram acirradamente o Campeonato Carioca, com o Flu sagrando-se campeão e o America terminando como vice, empatado com o Botafogo em número de pontos, mas com melhor desempenho em todos os outros critérios, exceto no saldo de gols, e também com vantagem no confronto direto. As duas vitórias do Fluminense sobre o America acabaram por definir o título.
Um dos fatores que levaram ao fortalecimento do America foi a chegada ao time rubro de Belfort Duarte, um dos grandes ídolos da História americana, que ao chegar ao Rio de Janeiro no final de 1907 pensava em se juntar ao Fluminense, mas acabou convencido pelo seu amigo, o jogador rubro Gabriel de Carvalho, a se juntar ao America, ele mesmo, Gabriel, que igualmente viria se juntar ao Fluminense e acabou convencido por americanos a se juntar ao clube rubro, iniciando uma rivalidade entre os dois clubes, com o argumento de que o America precisava mais dele do que o Fluminense.
Em 30 de maio de 1909 o Fluminense goleou o America em disputa envolvendo os segundos quadros por 22 a 0, com Alberto Borgerth, ele que seria o pivô da cisão que levaria 9 jogadores a saírem do Fluminense para fundarem o Departamento de Futebol do Flamengo, marcando 10 gols nesta partida, disputada no Campo da Rua Ferrer, em Bangu, na preliminar do confronto entre os times principais dos dois clubes.
Com dificuldades para conseguir da Liga e das autoridades licença para utilização dos campos de jogo nos quais estava interessado, o America recebeu do Fluminense permissão para indicar suas instalações como campo oficial para a disputa do Campeonato Carioca de 1910.
O Campeonato Carioca de 1911 foi um tanto tumultuado, com vários problemas dentro e fora dos gramados, tendo ao seu final apontado o Fluminense como campeão e o America como vice.
O America seria campeão carioca de 1913 e durante a sua campanha aconteceu uma vitória empolgante sobre o Fluminense por 5 a 4 em Campos Salles no dia 12 de outubro.
Em 1914, o America também sofreu uma grande dissidência, quando cerca de 70 jogadores e sócios descontentes com a diretoria, resolveram em reunião ingressar em outro clube. Após debaterem, escolheram o Fluminense como o clube a ser adotado, entre estes, Marcos Carneiro de Mendonça, campeão carioca pelo America no ano anterior e que viria a ser o primeiro goleiro da Seleção Brasileira, tendo sido titular do Flu entre 1914 e 1922 e, mais tarde, presidente do Tricolor.
Fato interessante aconteceu em 18 de julho de 1915. O Fluminense vencia o America por 2 a 1 no campo deste clube, na Rua Campos Salles, quando o árbitro W. A. Tulk, do Rio Cricket, invalidou um gol do time rubro. A torcida americana enfurecida invadiu o campo e o árbitro acabou validando este gol. O Tribunal de Justiça resolveu invalidar o jogo e, na nova partida, jogada no campo do Botafogo, em General Severiano, o America venceu por 5 a 3.
Na única decisão envolvendo estes dois clubes pelo Torneio Início, o Fluminense sagrou-se campeão ao vencer o America por 1 a 0 em 16 de abril de 1916, com gol de Henry Welfare, logo na primeira edição da história desta competição criada pela Associação de Cronistas Desportivos (entidade atualmente denominada ACERJ - Associação de Cronistas Esportivos do Rio de Janeiro), com renda em benefício da instituição denominada Patronato de Menores e cerca de 5.000 espectadores presentes ao Campo da Rua Guanabara, do Fluminense, com o America vindo a receber a Taça Patronato pelo vice-campeonato.
A primeira vez em que se disponibilizou um meio de comunicação exclusivamente para um jogo de futebol no Rio de Janeiro foi em 14 de julho de 1917, no clássico America e Fluminense, na Rua Campos Sales. A Light S.A. pôs à disposição um telefone, com um encarregado de prestar informações ao público sobre o andamento do jogo. Em campo, vitória tricolor por 3 a 1, com Marcos de Mendonça tendo defendido um pênalti. Nesse ano, o America disputou acirradamente o título com os tricolores, ficando a apenas dois pontos do campeão, tendo para isso contribuído uma surpreendente derrota para o Andarahy na antepenúltima rodada por 3 a 1. As duas vitórias do Flu sobre o America durante este campeonato também foram determinantes para definir as colocações finais dos dois principais protagonistas deste ano.
O Fluminense sagrou-se tricampeão carioca em 1919, mas nesse ano o America sagrou-se campeão de segundos quadros em partida na qual venceu o Fluminense por 6 a 1, com o Tricolor vindo terminar em terceiro nessa competição.
O Campeonato Carioca de 1922 foi bastante acirrado, por ter sido realizado no ano do Centenário da Independência do Brasil. Ao seu final, o America foi campeão com 18 pontos, o Flamengo vice com 17, o Fluminense terceiro colocado com 16 e o Botafogo o quarto, com 15. A bem da verdade o America, já campeão, se negou a disputar partida remarcada contra o Flu, perdendo por W.O., o que comprova ainda mais a sua superioridade.
Em 1 de novembro de 1925, faleceu em uma colisão de trens o presidente do America, Raul Reis. O clube rubro suspendeu todas as suas atividades esportivas em razão disso, decidindo não comparecer ao jogo contra o Fluminense no returno do campeonato e entregar-lhe os pontos. O Tricolor não aceitou o W.O. e solicitou à AMEA que a partida fosse transferida para outra data. A AMEA indeferiu o pedido e atribuiu os pontos para o Fluminense. O America, em agradecimento à atitude do Tricolor, enviou-lhe um elegante ofício de agradecimento,[carece de fontes?] terminando por aí as rivalidades exacerbadas anteriores iniciadas por conta da disputa entre os dois clubes por jogadores e depois estendida através dos confrontos pelos gramados.
Fluminense e America também disputaram acirradamente o Campeonato Carioca de 1927, tendo o Flamengo se sagrado campeão ao final da disputa, com o Fluminense tendo terminado em segundo e o America em terceiro. O empate do Flu com o America por 2 a 2 na penúltima rodada fez com que o Fluminense terminasse um ponto atrás do Flamengo.
Outro jogo importante foi o de 21 de outubro de 1928, quando o America ganhou por 3 a 1, sagrando-se campeão carioca em Campos Sales, partida na qual o Flu não ambicionava a conquista e que teve, ao seu término, orquestras de americanos, disparos de morteiros, lançamentos de serpentinas e a Banda da Polícia Militar nas comemorações. Ao final dessa competição, em 1 de novembro, o jornal Correio da Manhã divulgou resultado de plebiscito com mais de um milhão de votos apurados durante quatro meses para eleger "o melhor footballer - futebolista - do Brasil", com Oswaldo (Oswaldo Mello ou "Oswaldinho", também conhecido como "Divina Dama", pela sua elegância dentro e fora de campo), do America, terminando eleito com 138.961 votos, contra 129.534 de Alfredinho, do Fluminense, o segundo mais votado. Além de algumas centenas de pessoas que acompanhavam a eleição no salão do jornal, uma pequena multidão aguardava o resultado sob chuva intermitente no Largo da Carioca, entre estes, cerca de duzentos torcedores do clube rubro, que comemoraram muito o resultado.
A primeira partida entre rubros e tricolores pelo regime profissional foi em 26 de abril de 1933, em partida amistosa disputada no Estádio de Laranjeiras que terminou com vitória do America por 4 a 1. Pelo primeiro Campeonato Carioca profissional, vitória do America por 3 a 0 em Campos Sales pelo Turno, e vitória tricolor por 4 a 2 em Laranjeiras no Returno, partidas estas válidas também pela primeira edição do Torneio Rio-São Paulo.
Um clássico sensacional praticamente decidiu o Campeonato Carioca de 1935, pois pela antepenúltima rodada o Fluminense vencia o America por 5 a 4 e já perto do final da partida o time rubro fez dois gols, virando o jogo e praticamente garantindo o título, pois nas últimas rodadas venceu a Portuguesa por 4 a 0 e empatou com o Flamengo por 1 a 1, e como o Flu venceu o Modesto por 4 a 0 e a Portuguesa por 5 a 3, terminou o campeonato como vice-campeão, há apenas um ponto do America.
O Fluminense foi campeão do Torneio Aberto de 1935 ao vencer o America na final por 3 a 1, em 14 de julho, em Laranjeiras, naquela que foi a sua primeira conquista na Era do Profissionalismo.Na edição do Torneio Aberto de 1936, o Flu empatou com o America por 1 a 1 na última rodada, eliminando o clube rubro e classificando-se para a final.
No Campeonato Carioca de 1936, o Fluminense derrotou o America por 4 a 2 em Laranjeiras, resultado que habilitou o Tricolor a fazer uma melhor de três contra o Flamengo, que posteriormente lhe daria o título, pois estes clubes terminaram essa competição empatados em pontos. Caso tivesse sido o America o vencedor desta partida, teria se sagrado bicampeão carioca, tendo Russo sido considerado o grande nome tricolor deste cotejo, por ter marcado três gols.
Em 30 de dezembro de 1938, o Fluminense conquistou o tricampeonato carioca após empatar com o America por 2 a 2, em campeonato por pontos corridos, já que não podia mais ser alcançado pelo Flamengo, segundo colocado. O último jogo, em que derrotou o Vasco da Gama por 3 a 1, foi apenas um jogo comemorativo.
O America precisava ganhar do Fluminense na última rodada do segundo turno do Campeonato Carioca de 1941 para se classificar para a continuação dessa competição e começou a partida ganhando por 3 a 0, com todos os seus gols sendo marcados até os 26 minutos do primeiro tempo, mas o Flu, que ao final desta competição conquistaria o quinto título do Campeonato Carioca em seus últimos seis anos de disputa, acabaria por virar a partida que teria como resultado final a vitória tricolor por 4 a 3, em uma grande exibição de seu ponta-esquerda Carreiro e de Tim, autor de três gols.
O Fluminense foi campeão e o America vice no Torneio Extra de 1941, sem terem disputado diretamente o título, com o America tendo tirado a invencibilidade tricolor justamente na última partida, vitória rubra por 2 a 1 em Campos Sales.
Orlando Pingo de Ouro fez a sua estreia pelo Fluminense no Estádio de Laranjeiras, na vitória por 2 a 1 sobre o America, em 5 de agosto de 1945, tendo anotado o gol da vitória aos 38 minutos do segundo tempo, perante 13.113 pagantes, mais os associados presentes ao Estádio das Laranjeiras naquela tarde, ele que viria a se consagrar como o maior artilheiro da história deste clássico.
A derrota para o Fluminense por 2 a 1 em São Januário na última rodada do Torneio Relâmpago de 1946, acabou tirando do America o bicampeonato desta competição, vindo a se sagrar campeão o Vasco da Gama, que terminou com sete pontos conquistados, contra seis do Fluminense (que terminou com um gol a mais de saldo) e do America.
Em 24 de novembro e em 15 de dezembro de 1946, o Flu ganhou o America por 8 a 4 e por 6 a 2, respectivamente, em jogos válidos pelo Supercampeonato, que acabariam por dar o título ao Fluminense em um final contra o Botafogo, e que reuniu também o Flamengo, pois estas quatro equipes chegaram empatadas ao final dos dois turnos do Campeonato Carioca de 1946, no campeonato mais equilibrado da história do Campeonato Carioca, pois nenhum outro terminou com quatro equipes empatadas ao fim da competição. A vitória do Flu por 8 a 4 em General Severiano, foi a partida com maior número de gols deste confronto centenário. Ainda pelo campeonato regular, 20.149 torcedores pagaram ingressos, fora os associados e seus dependentes, para assistir ao confronto com maior público conhecido em Laranjeiras. Sobre isso, publicou o Jornal dos Sports em 24 de outubro de 1945, que 6.000 sócios comumente compareciam aos jogos do Fluminense.
No primeiro clássico realizado no Maracanã, vitória rubra por 3 a 1 em 26 de agosto de 1950, partida válida pelo Campeonato Carioca, no qual o America terminaria como vice campeão, ao perder a decisão para o Vasco da Gama.
O antigo locutor Waldir Amaral, goiano, viajou para o Rio de Janeiro a fim de conhecer Oduvaldo Cozzi, ícone do rádio esportivo carioca nos anos 1940 e 1950, tendo sido contratado pela Rádio Tupi como locutor comercial em 1948. Depois, começou a atuar também como assistente da equipe de esportes da Rádio Mauá, então chefiada pelo narrador Jayme Moreira Filho, torcedor confesso do America. No início dos anos 1950, Jayme narrava o clássico entre America e Fluminense, quando no começo do segundo tempo, o Fluminense vencia o America por 3 a 0. Revoltado com a derrota iminente, Jayme olhou para Waldir Amaral e disse: "- Menino, eu não vou narrar mais esse jogo. Vou embora pra casa. Agora é a sua chance". Waldir seguiu com a narração e teria transmitido mais dois gols do Fluminense, mas a conta está incorreta e este jogo pode ter sido a vitória tricolor por 4 a 0 em 1951 ou por 6 a 1 em 1953.
A grandeza deste clássico ultrapassou as fronteiras do Brasil, em 1954, quando estes clubes se confrontaram pela Copa Montevidéu, com vitória americana por 3 a 2. O Fluminense começou vencendo a partida por 2 a 0, com dois gols de Telê, mas o quadro americano virou o jogo com gols de Wassil (2) e Ivan.
No dia 16 de fevereiro de 1955, o America garantiu o vice campeonato Carioca de 1954 ao ganhar o Fluminense  por 3 a 0.
Em 18 de outubro de 1955, o America rompeu relações com o Fluminense alegando assédio a atletas com contrato em vigor.
Em 17 de março de 1956, decidindo o terceiro turno do Campeonato Carioca de 1955, o America ganhou com autoridade do Flu por 2 a 0, sagrando-se campeão daquele turno e qualificando-se para a final deste campeonato perante o Fla.
Restabelecidas as relações entre America e Fluminense no dia 8 de janeiro de 1957. Ainda nesse mês os dois clubes fizeram um combinado para disputar o Torneio Internacional de Uberaba com o Estádio Boulanger Pucci lotado em todos os jogos da competição, que contou ainda com o representante local, o Uberaba, e o clube argentino Rosário Central, que estava invicto até então em sua excursão pelo Brasil, com três vitórias e um empate. O combinado venceu as suas duas partidas, contra o Uberaba por 3 a 1 e contra o Rosário por 5 a 1, sagrando-se campeão.
O Fluminense venceu o America por 1 a 0 em 23 de outubro de 1958, mas chamou a atenção o fato do America ter mandado quatro bolas na trave, o que foi atribuído à "leiteria de Castilho", termo utilizado na época para se referir a sorte do goleiro tricolor, que seria responsável por fatos como esse.
A grande final do Campeonato Carioca de 1960, citada na Introdução e vencida pelo America, teve a particularidade de pela primeira vez ter sido transmitida diretamente por três canais de televisão: a TV Tupi, a TV Rio e a TV Continental. Apesar de ter levado 98.099 pagantes ao Maracanã, a partir desse ano as TVs seriam proibidas pelos clubes de transmitirem diretamente as partidas, clubes e TVs que viviam em conflito desde 1957 em debates calorosos sobre o prejuízo que os clubes teriam com as transmissões.
No dia 19 de abril de 1967, o America inaugurou o Estádio Wolney Braune em uma partida de juvenis contra o Flu, que terminou em 1 a 1, com o primeiro gol sendo marcado por João Francisco aos 37 minutos do primeiro tempo, de falta, para o Fluminense, com Antônio Carlos empatando a partida aos 14 minutos da etapa final, também em cobrança de falta.
Em 30 de abril de 1968 o America sagrou-se campeão carioca de aspirantes ao vencer o Fluminense por 1 a 0 no Estádio Wolney Braune.
A primeira decisão da Taça Guanabara, então competição independente do Campeonato Carioca, entre estes dois clubes, foi a de 1969, com o Fluminense ganhando por 1 a 0, gol de seu artilheiro Flávio, sagrando-se campeão perante 67.492 pagantes.
No mês seguinte, no dia 17 de setembro de 1969, a primeira partida válida pelo Campeonato Brasileiro, com vitória americana por 2 a 1 e os dois gols rubros marcados por Edu, maior artilheiro americano nesse confronto e que ao final dessa competição terminaria como o seu artilheiro, com 14 gols.
No ano seguinte, o Fluminense conquistaria o Primeiro Turno do Campeonato Carioca de Futebol de 1970 ao derrotar o America por 3 a 1 na decisão, perante 61.667 pagantes.
Este clássico do futebol carioca decidiu ainda a Taça Guanabara de 1974, com o America ganhando por 1 a 0, gol de falta do também lateral-direito, como acontecera em 1960, Orlando, nesse ano acontecendo quatro partidas, com três vitórias americanas e um empate. No ano seguinte, foi a vez do Fluminense conquistar a Taça Guanabara de 1975, também por 1 a 0 e também com gol de falta, de Roberto Rivellino, aos 14 minutos do segundo tempo da prorrogação, em uma das decisões mais intensamente disputadas na história do futebol carioca. Rivellino, que chorou muito ao final, apontou esta partida como o seu jogo inesquecível, usando expressões como "vitória dramática",
"meu primeiro título estadual", "se a gente perde ali, por exemplo, naquele jogo contra o America, acho que o bicampeonato de 1975/76 nem existiria", exaltando também o grande nível do time rubro.
Em 1976, o America classificou-se para a fase final do Campeonato Carioca, junto com Flu, Vasco e Botafogo. O jogo entre tricolores e rubros terminou com a vitória do Fluminense por 2 a 0, e como Flu e Vasco terminaram empatados, decidiram o campeonato em jogo extra que o Tricolor ganhou por 1 a 0. O America ficou em terceiro, ao ganhar do Bota por 3 a 0.
Foi disputada no ano seguinte a Copa Vale do Paraíba de 1977, também conhecida como Taça Flávio Marques, que teve a participação de America, Fluminense, Guaratinguetá e São José-SP. A partida entre America e Flu, disputada em Juiz de Fora, terminou empatada por 1 a 1, e a classificação final apontou o Flu como campeão e o America como vice.
Em 1982 o America conquistaria a Taça Rio, vencendo o Fluminense, que já não tinha mais chances para se sagrar campeão, por 4 a 2. Já em 1983, o Flu ganharia a Taça Guanabara, derrotando o America na final por 2 a 0, com gols de Assis, e em 1985 seria campeão ao vencer o America por 1 a 0, com o time rubro já sem pretensões, em partida que foi remarcada para quatro dias depois da data prevista na tabela (5 de outubro) em função de greve dos rodoviários e que ainda assim teve mais de 47.000 pagantes.
Em 1990 o Fluminense perderia do America já tendo entrado em campo campeão da Taça Rio, beneficiado pela derrota do Flamengo para o Botafogo no dia anterior,e em 1991 seria campeão da Taça Guanabara ao empatar com o time rubro, este já sem pretensões de título.
Os dois clubes fizeram a partida inaugural do Estádio do Trabalhador, em Resende, tendo a partida terminado em 0 a 0, sendo disputada em 1 de outubro de 1992 com portões abertos para o público. Na disputa de pênaltis, o Fluminense conquistou a Taça Cidade de Resende, com o placar marcando 4 a 3 para o Tricolor após as cobranças.
Em 5 de dezembro de 1994 decidiram a final do Campeonato da Capital, fase da Copa Rio: Fluminense 4 a 1 América.
O Fluminense foi convidado de honra em evento para comemorar o centenário do America, partida amistosa realizada no dia 19 de setembro de 2004, tendo como resultado final 2 a 2, com o Fluminense tendo sido representado pelo time reserva. Romário, então jogador do Fluminense, voltando de contusão, mas declaradamente torcedor do America, disputou um tempo por cada equipe, não tendo marcado gol.
Este clássico comemorou o seu centenário, que se daria em 19 de julho, na partida disputada no dia 6 de fevereiro de 2008, quando o Fluminense venceu o time do America que fazia a pior campanha de sua história no Campeonato Carioca, e ainda por cima desfalcado de vários jogadores, por 6 a 1, numa Quarta-feira de cinzas bastante chuvosa no Rio de Janeiro.
Em maio de 2016 o Fluminense fez acordo com o America para utilização do Estádio Giulite Coutinho, assumindo reformas no estádio americano com custo de cerca de R$700.000,00 e passando a disputar partidas de menor apelo de público nesse estádio, desde então.

## História do "pó de arroz"

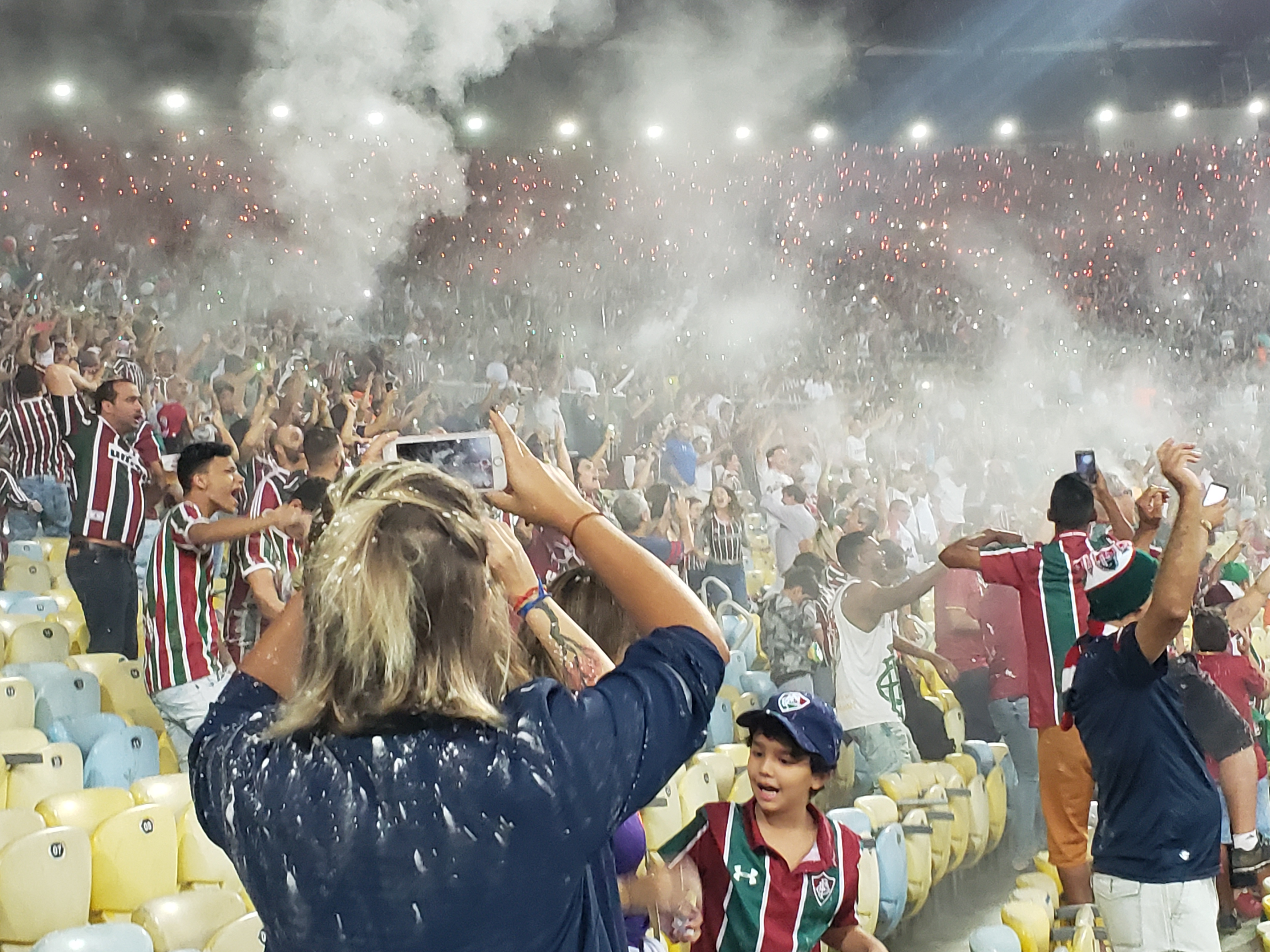
"Pó de arroz" em 2019.

Cabe lembrar que o apelido de pó de arroz foi dado ao Fluminense em um clássico contra o America, válido pelo Campeonato Carioca e disputado em 13 de maio de 1914, em jogo que terminou empatado por 1 a 1.
Segundo a versão popular, o jogador tricolor Carlos Alberto, um dos jogadores do Flu dissidentes do America, para disfarçar sua condição de mestiço teria passado pó de arroz no rosto, o que gerou os gritos da torcida do America, que o conhecia e dele devia guardar algum rancor, pois tinha abandonado este clube, e quando jogava contra o Fluminense chamava os tricolores de pó de arroz. O dia da partida, 13 de maio, data comemorativa pela libertação dos escravos, deve ter contribuído para criar esta lenda.
Segundo narra o livro O America na história da cidade: "O apelido tinha endereço certo, pois Carlos Alberto, sendo mulato, para disfarçar a cor, costumava empoar-se. Enquanto estava em Campos Sales, tudo isso era considerado muito normal, mas... naquele dia, em represália, fora desfeiteado daquele modo."
Segundo depoimento testemunhal do também ex-jogador dos dois clubes, Marcos Carneiro de Mendonça, o tal produto teria sido algo para combater irritação da pele, talvez um produto pós barbear. Já o Jornal do Brasil, em sua edição de 17 de janeiro de 1914, página 13, já publicava a propaganda de um produto para conservação do pó de arroz usado na pele para esconder manchas, cravos e espinhas e, possivelmente, pele irritada pós barbear. É evidente que era comum o uso naquela época e provavelmente não existia outra medicação mais adequada, considerando os recursos desta época.
Com o tempo, o apelido foi assimilado pela torcida do Fluminense com lançamento de pó de arroz e talco na entrada do time em campo, fazendo uma das festas mais bonitas para a entrada de um clube, proporcionada por sua torcida.

## Outras estatísticas
Último jogo considerado: Fluminense 1–0 (6 de março de 2016).
Goleadas
Maior goleada do Fluminense: 8–0, em 27 de janeiro de 2002.
Maior goleada do America: 5–1 em 21 de janeiro de 1956.
Clássico com maior número de gols: Fluminense 8–4, em 24 de novembro de 1946.
Artilheiros
Maior artilheiro do Fluminense contra o America: Orlando Pingo de Ouro, 15 gols.
Maior artilheiro do America contra o Fluminense: Edu, 14 gols.
Séries
O maior período de invencibilidade foi do Fluminense, 11 jogos sem derrota (4 vitórias e 7 empates) entre 3 de maio de 1970 e 19 de setembro de 1971, enquanto a favor do America foi de 6 jogos em duas ocasiões, a última entre 16 de julho de 1972 e 1 de agosto de 1973 (2 vitórias e 4 empates).
A maior sequência de vitórias foi do Fluminense, com 7 vitórias entre 22 de abril de 1917 e 28 de dezembro de 1919, a do America foi de 4 jogos entre 12 de setembro  de 1954 e 30 de abril de 1955, enquanto a de empates foi de 4 jogos em 4 ocasiões, a última entre 29 de maio de 1999 e 8 de abril de 2001.
Campeonato Brasileiro
Pelo Campeonato Brasileiro Unificado, foram 12 jogos, com 5 vitórias do Fluminense, 4 do America e 3 empates. O Fluminense fez 13 gols e e o America fez 8, com todas as partidas sendo disputadas no Maracanã:
1. Fluminense 1–2 America, 17 de setembro de 1969.
2. Fluminense 3–0 America, 11 de outubro de 1970.
3. Fluminense 0–0 America, 19 de setembro de 1971.
4. Fluminense 0–0 America, 12 de novembro de 1972.
5. Fluminense 2–0 America, 16 de setembro de 1973.
6. Fluminense 2–1 America, 11 de novembro de 1973.
7. Fluminense 1–1 America, 10 de março de 1974.
8. Fluminense 2–0 America, 27 de setembro de 1975.
9. Fluminense 0–1 America, 30 de novembro de 1975.
10. Fluminense 0–1 America, 30 de outubro de 1977.
11. Fluminense 0–2 America, 7 de maio de 1978.
12. Fluminense 2–0 America, 30 de outubro de 1988.

Principais competições
Além do Campeonato Brasileiro, foram disputadas 212 partidas pelo Campeonato Carioca, com 111 vitórias do Fluminense, 57 do America e 44 empates, 399 gols para o Flu e 274 para o America. Já pelo Torneio Rio-São Paulo foram 13 jogos, com 6 vitórias do Fluminense, 4 do America e 3 empates, 29 gols para o Fluminense e 23 para o America.
Torneio Início
Foram disputados 8 partidas pelo Torneio Início do Campeonato Carioca, com 4 vitórias do America, 3 empates e 1 vitória do Fluminense, 7 gols a favor do America e 2 a favor do Fluminense. O Fluminense foi campeão na decisão de 1916, em 5 ocasiões o America eliminou o Fluminense e nas outras 2 o Tricolor avançou na competição.
Principais estádios
O Estádio do Maracanã foi o mais utilizado, com 129 partidas, 64 vitórias do Fluminense, 33 do America e 32 empates, 208 gols a favor do Fluminense e 129 a favor do America.
No Estádio de Laranjeiras foram 76 partidas, com 39 vitórias do Fluminense, 21 do America e 16 empates, 155 gols a favor do Fluminense e 108 a favor do America.
Já na Rua Campos Sales foram 36 partidas, com 15 vitórias do Fluminense, 13 do America e 8 empates, 72 gols a favor do Fluminense e 67 a favor do America.
No Estádio de São Januário foram 24 partidas, com 10 vitórias do Fluminense, 9 do America e 5 empates, com 41 gols a favor do Fluminense e 36 a favor do America.
Cidades
O clássico America versus Fluminense já foi realizado em 8 cidades: Rio de Janeiro, Duque de Caxias, Mesquita, Niterói, Petrópolis, Resende, Juiz de Fora (MG) e Montevidéu (Uruguai).

## Decisões
Torneio Início de 1916: Fluminense campeão.
Torneio Aberto de 1935: Fluminense campeão.
Terceiro Turno do Campeonato Carioca de 1955: America campeão.
Campeonato Carioca de 1960: America campeão.
Taça Guanabara de 1969: Fluminense campeão.
Primeiro Turno do Campeonato Carioca de 1970: Fluminense campeão.
Taça Guanabara de 1974: America campeão.
Taça Guanabara de 1975: Fluminense campeão.
Taça Guanabara de 1983: Fluminense campeão.
Campeonato da Capital de 1994: Fluminense campeão.

## Jogos importantes
Campeonato Carioca de 1927:
Na penúltima rodada o America empatou com o Fluminense e o Flamengo ganhou o Vasco. Na última, o Fluminense ganhou do Vasco e o America perdeu para o Flamengo, que foi campeão com um ponto de vantagem sobre o Fluminense, três sobre o America e quatro sobre o Vasco, com o ponto perdido pelo Tricolor no empate contra o America tendo sido decisivo para o título do Flamengo ao final do campeonato.
Campeonato Carioca de 1928:
America campeão contra o Fluminense, que não tinha chances de título.
Campeonato Carioca de 1936:
A vitória do Fluminense sobre o America na última rodada evitou o bicampeonato americano e classificou o Fluminense para uma melhor de três contra o Flamengo, oportunidade na qual o Flu se sagraria campeão.
Campeonato Carioca de 1938:
Fluminense campeão contra o America, que não tinha chances de título.
Campeonato Carioca de 1946:
Supercampeonato: America, Botafogo, Flamengo e Fluminense classificaram-se para a fase final deste campeonato, com o Fluminense conquistando o título ao final dos dois jogos disputados em cada um dos clássicos. 
Campeonato Carioca de 1976:
America, Botafogo, Vasco e Fluminense, que acabaria campeão, compuseram a fase decisiva deste campeonato.
Taça Rio de 1982:
America campeão contra o Fluminense, que não tinha chances de título.
Taça Guanabara de 1985:
Fluminense campeão contra o America, que não tinha chances de título.
Taça Rio de 1990:
Com a derrota do Flamengo no dia anterior, o Fluminense já entrou em campo campeão contra o America.
Taça Guanabara de 1991:
Fluminense campeão contra o America, que não tinha chances de título.

## Outros grandes momentos
Além das oportunidades acima nas quais se confrontaram diretamente pelos títulos de campeões, os clubes foram campeões com o outro vice, nas seguintes ocasiões:
America campeão, Fluminense vice
Campeonato Carioca de 1935.
Fluminense campeão, America vice
Campeonato Carioca de 1908.
Campeonato Carioca de 1911.
Campeonato Carioca de 1917.
Torneio Extra de 1941.
Copa Vale do Paraíba de 1977.

## Maiores públicos
Aonde não consta informação sobre público pagante e presente, a referência é aos pagantes, acima de 40.000, e pelo menos 5 delas podem ter tido públicos presentes superiores a 100.000 torcedores, considerando como parâmetro o público pagante de 92.763, o menor da lista a atingir 100.000 presentes, jogos no Maracanã.
1. Fluminense 2–0 America, 141.689, 9 de junho de 1968 (120.178 pagantes, rodada dupla).
2. Fluminense 0–2 America, 100.635, 17 de março de 1956 (92.736 pagantes).
3. Fluminense 1–2 America, 98.099, 18 de dezembro de 1960.
4. Fluminense 0–1 America, 97.681, 22 de setembro de 1974.
5. Fluminense 1–0 America, 96.047, 27 de abril de 1975.
6. Fluminense 1–1 America, 83.043, 16 de julho de 1972 (rodada dupla).
7. Fluminense 2–0 America, 79.275, 11 de setembro de 1983.
8. Fluminense 1–0 America, 67.492, 17 de agosto de 1969 (rodada dupla).
9. Fluminense 3–1 America, 61.667, 16 de agosto de 1970.
10. Fluminense 0–2 America, 61.278, 27 de abril de 1969.
11. Fluminense 2–0 America, 55.547, 14 de setembro de 1952 (45.570 pagantes).
12. Fluminense 1–0 America, 54.331, 30 de setembro de 1956 (47.762 pagantes).
13. Fluminense 1–0 America, 53.317, 30 de julho de 1961.
14. Fluminense 1–0 America, 50.057, 21 de agosto de 1976.
15. Fluminense 4–0 America, 50.000, 21 de abril de 1961.
16. Fluminense 3–0 America, 48.698, 15 de novembro de 1964.
17. Fluminense 1–0 America, 47.160, 9 de outubro de 1985.
18. Fluminense 1–1 America, 46.989, 30 de setembro de 1951 (38.866 pagantes).
19. Fluminense 3–1 America, 46.767, 23 de agosto de 1953 (35.893 pagantes).
20. Fluminense 4–0 America, 44.094, 23 de dezembro de 1951 (35.380 pagantes).
21. Fluminense 1–2 America, 42.971, 12 de setembro de 1954 (33.652 pagantes).
22. Fluminense 2–2 America, 42.944, 11 de abril de 1976.
23. Fluminense 0–1 America, 41.768, 30 de novembro de 1975.
24. Fluminense 6–0 America, 40.427, 21 de abril de 1977.

Pelo menos os jogos com públicos presentes desconhecidos nos dias atuais de 10 de dezembro de 1950 (38.484 pagantes), 14 de agosto de 1960 (36.827 pagantes) e 2 de maio de 1970 (32.889 pagantes), poderiam constar nesta lista.
Por décadas
1951/1960: 8.
1961/1970: 7.
1971/1980: 7.
1981/1990: 2.
Maior público no Campeonato Brasileiro
Fluminense 0–1 America, 41.768, em 30 de novembro de 1975.
Maior público no século XXI
Fluminense 2–0 America, 34.947, Campeonato Carioca, 1 de março de 2006 (rodada dupla).
Maiores públicos antes da Era Maracanã (1908/1949)
Não incluídos os sócios dos clubes, em ordem pelos maiores públicos, por estádios.
No Estádio de São Januário: Fluminense 3–0 America, 22.370, Campeonato Carioca, 15 de julho de 1944.
No Estádio de Laranjeiras: Fluminense 1–0 America, 20.149, Campeonato Carioca, 27 de outubro de 1946.
No Estádio da Rua Campos Sales: Fluminense 0–2 America, 14.677, Campeonato Carioca, 18 de julho de 1943.
No Estádio de Gal. Severiano: Fluminense 8–4 America, 13.349, Campeonato Carioca, 24 de novembro de 1946.
No Estádio da Gávea: Fluminense 4–4 America, 10.444, Torneio Relâmpago, 14 de março de 1943.

## Todos os confrontos
Legenda:
     Jogos não contabilizados nas estatísticas desse artigo.
 Campeão em jogo válido por final de campeonato.
 Vice-campeão em jogo válido por final de campeonato ou em rodada que decidiu o título.
| Data                    | Mandante          | Placar      | Visitante  | Competição                                     | Estádio                        | Local               |
| ----------------------- | ----------------- | ----------- | ---------- | ---------------------------------------------- | ------------------------------ | ------------------- |
| 19 de julho de 1908     | Fluminense        | 2–1         | America    | Campeonato Carioca                             | Campo da Rua Guanabara         | Rio de Janeiro      |
| 6 de setembro de 1908   | America           | 2–3         | Fluminense | Campeonato Carioca                             | Campo da Rua Guanabara         | Rio de Janeiro      |
| 30 de maio de 1909      | America           | 0–22        | Fluminense | Segundos Quadros                               | Rua Ferrer                     | Rio de Janeiro      |
| 30 de maio de 1909      | America           | 1–4         | Fluminense | Campeonato Carioca                             | Rua Ferrer                     | Rio de Janeiro      |
| 5 de setembro de 1909   | Fluminense        | 1–1         | America    | Campeonato Carioca                             | Campo da Rua Guanabara         | Rio de Janeiro      |
| 1 de maio de 1910       | Fluminense        | 5–2         | America    | Campeonato Carioca                             | Campo da Rua Guanabara         | Rio de Janeiro      |
| 31 de julho de 1910     | America           | 2–4         | Fluminense | Campeonato Carioca                             | Campo da Rua Guanabara         | Rio de Janeiro      |
| 9 de julho de 1911      | Fluminense        | 4–0         | America    | Campeonato Carioca                             | Campo da Rua Guanabara         | Rio de Janeiro      |
| 1 de outubro de 1911    | America           | 0–2         | Fluminense | Campeonato Carioca                             | Campo da Rua Guanabara         | Rio de Janeiro      |
| 9 de junho de 1912      | America           | 0–0         | Fluminense | Campeonato Carioca                             | Campos Sales                   | Rio de Janeiro      |
| 29 de setembro de 1912  | Fluminense        | 1–2         | America    | Campeonato Carioca                             | Campo da Rua Guanabara         | Rio de Janeiro      |
| 1 de junho de 1913      | Fluminense        | 1–3         | America    | Campeonato Carioca                             | Campo da Rua Guanabara         | Rio de Janeiro      |
| 12 de outubro de 1913   | America           | 5–4         | Fluminense | Campeonato Carioca                             | Campos Sales                   | Rio de Janeiro      |
| 13 de maio de 1914      | Fluminense        | 1–1         | America    | Campeonato Carioca                             | Campo da Rua Guanabara         | Rio de Janeiro      |
| 6 de setembro de 1914   | America           | 1–2         | Fluminense | Campeonato Carioca                             | Campo da Rua General Severiano | Rio de Janeiro      |
| 17 de outubro de 1915   | Fluminense        | 2–1         | America    | Campeonato Carioca                             | Campo da Rua Guanabara         | Rio de Janeiro      |
| 30 de outubro de 1915   | America           | 5–3         | Fluminense | Campeonato Carioca                             | Campo da Rua General Severiano | Rio de Janeiro      |
| 16 de abril de 1916     | Fluminense        | 1–0         | America    | Torneio Início do Campeonato Carioca           | Campo da Rua Guanabara         | Rio de Janeiro      |
| 20 de agosto de 1916    | Fluminense        | 0–2         | America    | Campeonato Carioca                             | Campo da Rua Guanabara         | Rio de Janeiro      |
| 1 de novembro de 1916   | America           | 2–1         | Fluminense | Campeonato Carioca                             | Campos Sales                   | Rio de Janeiro      |
| 22 de abril de 1917     | Fluminense        | 2–0         | America    | Taça Boqueirão do Passeio                      | Campo da Rua Guanabara         | Rio de Janeiro      |
| 14 de julho de 1917     | America           | 1–3         | Fluminense | Campeonato Carioca                             | Campos Sales                   | Rio de Janeiro      |
| 9 de setembro de 1917   | Fluminense        | 1–0         | America    | Campeonato Carioca                             | Campo da Rua Guanabara         | Rio de Janeiro      |
| 19 de maio de 1918      | Fluminense        | 2–0         | America    | Campeonato Carioca                             | Campo da Rua Guanabara         | Rio de Janeiro      |
| 15 de setembro de 1918  | America           | 0–4         | Fluminense | Campeonato Carioca                             | Campos Sales                   | Rio de Janeiro      |
| 7 de setembro de 1919   | America           | 2–3         | Fluminense | Campeonato Carioca                             | Campos Sales                   | Rio de Janeiro      |
| 28 de dezembro de 1919  | Fluminense        | 4–1         | America    | Campeonato Carioca                             | Laranjeiras                    | Rio de Janeiro      |
| 27 de junho de 1920     | Fluminense        | 1–1         | America    | Campeonato Carioca                             | Laranjeiras                    | Rio de Janeiro      |
| 8 de agosto de 1920     | America           | 2–3         | Fluminense | Campeonato Carioca                             | Campos Sales                   | Rio de Janeiro      |
| 27 de março de 1921     | America (esc.)    | 0 (2)–(1) 0 | Fluminense | Torneio Início do Campeonato Carioca           | Laranjeiras                    | Rio de Janeiro      |
| 17 de abril de 1921     | America           | 5–3         | Fluminense | Campeonato Carioca                             | Campos Sales                   | Rio de Janeiro      |
| 3 de julho de 1921      | Fluminense        | 1–3         | America    | Campeonato Carioca                             | Laranjeiras                    | Rio de Janeiro      |
| 23 de abril de 1922     | America           | 1–0         | Fluminense | Campeonato Carioca                             | Campos Sales                   | Rio de Janeiro      |
| 4 de junho de 1922      | Fluminense        | 0–0         | America    | Campeonato Carioca                             | Campo da Rua General Severiano | Rio de Janeiro      |
| 27 de maio de 1923      | America           | 2–4         | Fluminense | Campeonato Carioca                             | Campos Sales                   | Rio de Janeiro      |
| 12 de agosto de 1923    | Fluminense        | 3–1         | America    | Campeonato Carioca                             | Laranjeiras                    | Rio de Janeiro      |
| 6 de julho de 1924      | Fluminense        | 5–2         | America    | Campeonato Carioca                             | Laranjeiras                    | Rio de Janeiro      |
| 19 de outubro de 1924   | America           | 0–3         | Fluminense | Campeonato Carioca                             | Campos Sales                   | Rio de Janeiro      |
| 21 de junho de 1925     | America           | 3–3         | Fluminense | Campeonato Carioca                             | Campos Sales                   | Rio de Janeiro      |
| 1 de novembro de 1925   | Fluminense        | 1–0         | America    | Campeonato Carioca                             | Laranjeiras                    | Rio de Janeiro      |
| 4 de abril de 1926      | Fluminense        | 2–3         | America    | Campeonato Carioca                             | Laranjeiras                    | Rio de Janeiro      |
| 27 de junho de 1926     | America           | 1–2         | Fluminense | Campeonato Carioca                             | Campos Sales                   | Rio de Janeiro      |
| 3 de abril de 1927      | America           | 1–2         | Fluminense | Troféu Arnaldo Guinle                          | Campos Sales                   | Rio de Janeiro      |
| 17 de abril de 1927     | America           | 2–3         | Fluminense | Partida amistosa                               | Campo da Rua General Severiano | Rio de Janeiro      |
| 19 de junho de 1927     | America           | 2–0         | Fluminense | Campeonato Carioca                             | Campos Sales                   | Rio de Janeiro      |
| 4 de setembro de 1927   | Fluminense        | 2–2         | America    | Campeonato Carioca                             | Laranjeiras                    | Rio de Janeiro      |
| 17 de junho de 1928     | Fluminense        | 0–2         | America    | Campeonato Carioca                             | Laranjeiras                    | Rio de Janeiro      |
| 21 de outubro de 1928   | America           | 3–1         | Fluminense | Campeonato Carioca                             | Campos Sales                   | Rio de Janeiro      |
| 31 de março de 1929     | America           | 1–0         | Fluminense | Torneio Início do Campeonato Carioca           | São Januário                   | Rio de Janeiro      |
| 16 de junho de 1929     | America           | 3–1         | Fluminense | Campeonato Carioca                             | Campos Sales                   | Rio de Janeiro      |
| 12 de outubro de 1929   | Fluminense        | 0–0         | America    | Campeonato Carioca                             | Laranjeiras                    | Rio de Janeiro      |
| 23 de março de 1930     | America           | 3–0         | Fluminense | Torneio Início do Campeonato Carioca           | São Januário                   | Rio de Janeiro      |
| 8 de junho de 1930      | Fluminense        | 3–2         | America    | Campeonato Carioca                             | Laranjeiras                    | Rio de Janeiro      |
| 24 de agosto de 1930    | America           | 2–3         | Fluminense | Taça Char de la Victóire                       | São Januário                   | Rio de Janeiro      |
| 28 de dezembro de 1930  | America           | 1–1         | Fluminense | Campeonato Carioca                             | Campos Sales                   | Rio de Janeiro      |
| 14 de junho de 1931     | America           | 3–2         | Fluminense | Campeonato Carioca                             | Campos Sales                   | Rio de Janeiro      |
| 9 de julho de 1931      | Fluminense        | 5–1         | America    | Partida amistosa                               | Laranjeiras                    | Rio de Janeiro      |
| 25 de julho de 1931     | America           | 2–3         | Fluminense | Partida amistosa                               | Campos Sales                   | Rio de Janeiro      |
| 6 de dezembro de 1931   | Fluminense        | 3–2         | America    | Campeonato Carioca                             | Laranjeiras                    | Rio de Janeiro      |
| 10 de abril de 1932     | America           | 3–3         | Fluminense | Torneio Preparatório                           | Campos Sales                   | Rio de Janeiro      |
| 10 de julho de 1932     | Fluminense        | 1–0         | America    | Campeonato Carioca                             | Laranjeiras                    | Rio de Janeiro      |
| 9 de outubro de 1932    | America           | 1–2         | Fluminense | Campeonato Carioca                             | Campos Sales                   | Rio de Janeiro      |
| 26 de abril de 1933     | Fluminense        | 1–4         | America    | Partida amistosa                               | Laranjeiras                    | Rio de Janeiro      |
| 20 de maio de 1933      | America           | 1–4         | Fluminense | Campeonato Carioca de Amadores                 | Campos Sales                   | Rio de Janeiro      |
| 21 de maio de 1933      | America           | 3–0         | Fluminense | Campeonato Carioca/Torneio Rio-São Paulo       | Campos Sales                   | Rio de Janeiro      |
| 6 de agosto de 1933     | Fluminense        | 9–2         | America    | Campeonato Carioca de Amadores                 | Laranjeiras                    | Rio de Janeiro      |
| 24 de setembro de 1933  | Fluminense        | 4–2         | America    | Campeonato Carioca/Torneio Rio-São Paulo       | Laranjeiras                    | Rio de Janeiro      |
| 25 de março de 1934     | America           | 2–1         | Fluminense | Torneio Início do Campeonato Carioca           | São Januário                   | Rio de Janeiro      |
| 26 de abril de 1934     | Fluminense        | 1–2         | America    | Campeonato Carioca                             | Laranjeiras                    | Rio de Janeiro      |
| 8 de julho de 1934      | America           | 3–3         | Fluminense | Campeonato Carioca                             | Campos Sales                   | Rio de Janeiro      |
| 11 de julho de 1934     | Fluminense        | 1–1         | America    | Partida amistosa                               | Laranjeiras                    | Rio de Janeiro      |
| 3 de outubro de 1934    | Fluminense        | 0–1         | America    | Torneio Extra                                  | Laranjeiras                    | Rio de Janeiro      |
| 4 de novembro de 1934   | America           | 2–1         | Fluminense | Torneio Extra                                  | Campos Sales                   | Rio de Janeiro      |
| 17 de fevereiro de 1935 | Fluminense        | 3–1         | America    | Torneio Extra                                  | Laranjeiras                    | Rio de Janeiro      |
| 14 de julho de 1935     | Fluminense        | 3–1         | America    | Torneio Aberto                                 | Laranjeiras                    | Rio de Janeiro      |
| 11 de agosto de 1935    | Fluminense        | 2–3         | America    | Campeonato Carioca                             | Laranjeiras                    | Rio de Janeiro      |
| 22 de setembro de 1935  | America           | 4–1         | Fluminense | Campeonato Carioca                             | Campos Sales                   | Rio de Janeiro      |
| 27 de outubro de 1935   | Fluminense        | 5–6         | America    | Campeonato Carioca                             | Laranjeiras                    | Rio de Janeiro      |
| 19 de julho de 1936     | Fluminense        | 4–2         | America    | Torneio Aberto                                 | Laranjeiras                    | Rio de Janeiro      |
| 6 de setembro de 1936   | Fluminense        | 1–1         | America    | Torneio Aberto                                 | Laranjeiras                    | Rio de Janeiro      |
| 4 de outubro de 1936    | America           | 1–1         | Fluminense | Campeonato Carioca                             | Campos Sales                   | Rio de Janeiro      |
| 15 de novembro de 1936  | Fluminense        | 1–2         | America    | Campeonato Carioca                             | Laranjeiras                    | Rio de Janeiro      |
| 6 de dezembro de 1936   | Fluminense        | 4–2         | America    | Campeonato Carioca                             | Laranjeiras                    | Rio de Janeiro      |
| 21 de novembro de 1937  | Fluminense        | 1–1         | America    | Campeonato Carioca                             | Laranjeiras                    | Rio de Janeiro      |
| 5 de janeiro de 1938    | America           | 1–3         | Fluminense | Campeonato Carioca                             | Laranjeiras                    | Rio de Janeiro      |
| 15 de junho de 1938     | America           | 1–3         | Fluminense | Torneio Municipal                              | Campos Sales                   | Rio de Janeiro      |
| 14 de agosto de 1938    | Fluminense        | 6–0         | America    | Torneio Municipal                              | Laranjeiras                    | Rio de Janeiro      |
| 23 de outubro de 1938   | America           | 0–3         | Fluminense | Campeonato Carioca                             | Campos Sales                   | Rio de Janeiro      |
| 30 de dezembro de 1938  | Fluminense        | 2–2         | America    | Campeonato Carioca                             | Laranjeiras                    | Rio de Janeiro      |
| 30 de abril de 1939     | America           | 2–4         | Fluminense | Campeonato Carioca                             | São Januário                   | Rio de Janeiro      |
| 23 de julho de 1939     | Fluminense        | 1–1         | America    | Campeonato Carioca                             | Laranjeiras                    | Rio de Janeiro      |
| 22 de outubro de 1939   | America           | 4–3         | Fluminense | Campeonato Carioca                             | General Severiano              | Rio de Janeiro      |
| 19 de maio de 1940      | America           | 1–2         | Fluminense | Campeonato Carioca                             | General Severiano              | Rio de Janeiro      |
| 18 de agosto de 1940    | America           | 2–2         | Fluminense | Campeonato Carioca                             | Campos Sales                   | Rio de Janeiro      |
| 10 de novembro de 1940  | Fluminense        | 4–2         | America    | Campeonato Carioca                             | Laranjeiras                    | Rio de Janeiro      |
| 23 de abril de 1941     | Fluminense        | 2–0         | America    | Partida amistosa                               | Laranjeiras                    | Rio de Janeiro      |
| 29 de junho de 1941     | America           | 0–3         | Fluminense | Campeonato Carioca                             | Campos Sales                   | Rio de Janeiro      |
| 31 de agosto de 1941    | Fluminense        | 4–3         | America    | Campeonato Carioca                             | Laranjeiras                    | Rio de Janeiro      |
| 14 de janeiro de 1942   | America           | 2–1         | Fluminense | Torneio Extra (Taça Oscar Cox)                 | Campos Sales                   | Rio de Janeiro      |
| 3 de maio de 1942       | America           | 0–1         | Fluminense | Campeonato Carioca                             | Gávea                          | Rio de Janeiro      |
| 5 de julho de 1942      | Fluminense        | 5–1         | America    | Campeonato Carioca                             | Laranjeiras                    | Rio de Janeiro      |
| 6 de setembro de 1942   | America           | 2–2         | Fluminense | Campeonato Carioca                             | Campos Sales                   | Rio de Janeiro      |
| 14 de março de 1943     | America           | 4–4         | Fluminense | Torneio Relâmpago                              | Gávea                          | Rio de Janeiro      |
| 15 de maio de 1943      | America           | 3–3         | Fluminense | Torneio Municipal                              | São Januário                   | Rio de Janeiro      |
| 18 de julho de 1943     | America           | 2–0         | Fluminense | Campeonato Carioca                             | Campos Sales                   | Rio de Janeiro      |
| 18 de setembro de 1943  | Fluminense        | 2–1         | America    | Campeonato Carioca                             | Laranjeiras                    | Rio de Janeiro      |
| 2 de fevereiro de 1944  | America           | 2–1         | Fluminense | Partida amistosa                               | São Januário                   | Rio de Janeiro      |
| 8 de março de 1944      | America           | 2–1         | Fluminense | Torneio Relâmpago                              | São Januário                   | Rio de Janeiro      |
| 16 de abril de 1944     | America           | 3–1         | Fluminense | Torneio Municipal                              | São Januário                   | Rio de Janeiro      |
| 15 de julho de 1944     | America           | 0–3         | Fluminense | Campeonato Carioca                             | São Januário                   | Rio de Janeiro      |
| 16 de setembro de 1944  | Fluminense        | 1–2         | America    | Campeonato Carioca                             | Laranjeiras                    | Rio de Janeiro      |
| 1 de abril de 1945      | America           | 1–1         | Fluminense | Torneio Relâmpago                              | General Severiano              | Rio de Janeiro      |
| 29 de abril de 1945     | America           | 1–1         | Fluminense | Torneio Municipal                              | São Januário                   | Rio de Janeiro      |
| 5 de agosto de 1945     | Fluminense        | 2–1         | America    | Campeonato Carioca                             | Laranjeiras                    | Rio de Janeiro      |
| 13 de outubro de 1945   | America           | 1–2         | Fluminense | Campeonato Carioca                             | São Januário                   | Rio de Janeiro      |
| 3 de abril de 1946      | America           | 1–2         | Fluminense | Torneio Relâmpago                              | São Januário                   | Rio de Janeiro      |
| 2 de junho de 1946      | America           | 2–1         | Fluminense | Torneio Municipal                              | São Januário                   | Rio de Janeiro      |
| 30 de junho de 1946     | America           | 1–0         | Fluminense | Torneio Início do Campeonato Carioca           | Laranjeiras                    | Rio de Janeiro      |
| 17 de agosto de 1946    | America           | 3–1         | Fluminense | Campeonato Carioca                             | São Januário                   | Rio de Janeiro      |
| 27 de outubro de 1946   | Fluminense        | 1–0         | America    | Campeonato Carioca                             | Laranjeiras                    | Rio de Janeiro      |
| 24 de novembro de 1946  | America           | 4–8         | Fluminense | Campeonato Carioca                             | General Severiano              | Rio de Janeiro      |
| 15 de dezembro de 1946  | America           | 2–6         | Fluminense | Campeonato Carioca                             | Gávea                          | Rio de Janeiro      |
| 20 de abril de 1947     | America           | 1–1         | Fluminense | Torneio Municipal                              | São Januário                   | Rio de Janeiro      |
| 10 de agosto de 1947    | Fluminense        | 1–2         | America    | Campeonato Carioca                             | Laranjeiras                    | Rio de Janeiro      |
| 29 de outubro de 1947   | America           | 1–4         | Fluminense | Campeonato Carioca                             | São Januário                   | Rio de Janeiro      |
| 3 de junho de 1948      | America           | 3–5         | Fluminense | Torneio Municipal                              | General Severiano              | Rio de Janeiro      |
| 5 de setembro de 1948   | America           | 0–4         | Fluminense | Campeonato Carioca                             | São Januário                   | Rio de Janeiro      |
| 27 de novembro de 1948  | Fluminense        | 2–3         | America    | Campeonato Carioca                             | Laranjeiras                    | Rio de Janeiro      |
| 17 de julho de 1949     | Fluminense        | 5–4         | America    | Campeonato Carioca                             | Laranjeiras                    | Rio de Janeiro      |
| 8 de outubro de 1949    | America           | 2–3         | Fluminense | Campeonato Carioca                             | São Januário                   | Rio de Janeiro      |
| 26 de agosto de 1950    | America           | 3–1         | Fluminense | Campeonato Carioca                             | Maracanã                       | Rio de Janeiro      |
| 10 de dezembro de 1950  | Fluminense        | 0–1         | America    | Campeonato Carioca                             | Maracanã                       | Rio de Janeiro      |
| 13 de maio de 1951      | America           | 0–2         | Fluminense | Torneio Municipal                              | General Severiano              | Rio de Janeiro      |
| 30 de setembro de 1951  | America           | 1–1         | Fluminense | Campeonato Carioca                             | Maracanã                       | Rio de Janeiro      |
| 23 de dezembro de 1951  | Fluminense        | 4–0         | America    | Campeonato Carioca                             | Maracanã                       | Rio de Janeiro      |
| 14 de setembro de 1952  | Fluminense        | 2–0         | America    | Campeonato Carioca                             | Maracanã                       | Rio de Janeiro      |
| 6 de dezembro de 1952   | America           | 1–1         | Fluminense | Campeonato Carioca                             | Maracanã                       | Rio de Janeiro      |
| 23 de agosto de 1953    | Fluminense        | 3–1         | America    | Campeonato Carioca                             | Maracanã                       | Rio de Janeiro      |
| 25 de outubro de 1953   | America           | 1–6         | Fluminense | Campeonato Carioca                             | Maracanã                       | Rio de Janeiro      |
| 13 de dezembro de 1953  | Fluminense        | 2–0         | America    | Campeonato Carioca                             | Maracanã                       | Rio de Janeiro      |
| 16 de fevereiro de 1954 | America           | 3–2         | Fluminense | Copa Montevidéu                                | Centenário                     | Montevidéu, Uruguai |
| 9 de junho de 1954      | America           | 3–4         | Fluminense | Torneio Rio-São Paulo                          | Maracanã                       | Rio de Janeiro      |
| 12 de setembro de 1954  | America           | 2–1         | Fluminense | Campeonato Carioca                             | Maracanã                       | Rio de Janeiro      |
| 26 de dezembro de 1954  | Fluminense        | 1–2         | America    | Campeonato Carioca                             | Maracanã                       | Rio de Janeiro      |
| 16 de fevereiro de 1955 | America           | 3–0         | Fluminense | Campeonato Carioca                             | Maracanã                       | Rio de Janeiro      |
| 30 de abril de 1955     | Fluminense        | 2–3         | America    | Torneio Rio-São Paulo                          | Maracanã                       | Rio de Janeiro      |
| 11 de junho de 1955     | America           | 0–3         | Fluminense | Torneio Pentagonal de Aspirantes               | General Severiano              | Rio de Janeiro      |
| 28 de agosto de 1955    | America           | 4–0         | Fluminense | Campeonato Carioca                             | Maracanã                       | Rio de Janeiro      |
| 21 de janeiro de 1956   | Fluminense        | 1–5         | America    | Campeonato Carioca                             | Maracanã                       | Rio de Janeiro      |
| 17 de março de 1956     | Fluminense        | 0–2         | America    | Campeonato Carioca (decisão do Terceiro Turno) | Maracanã                       | Rio de Janeiro      |
| 30 de setembro de 1956  | Fluminense        | 1–0         | America    | Campeonato Carioca                             | Maracanã                       | Rio de Janeiro      |
| 23 de dezembro de 1956  | America           | 1–1         | Fluminense | Campeonato Carioca                             | Maracanã                       | Rio de Janeiro      |
| 24 de abril de 1957     | Fluminense        | 1–0         | America    | Torneio Rio-São Paulo                          | Maracanã                       | Rio de Janeiro      |
| 25 de agosto de 1957    | America           | 1–1         | Fluminense | Campeonato Carioca                             | São Januário                   | Rio de Janeiro      |
| 10 de novembro de 1957  | Fluminense        | 1–1         | America    | Campeonato Carioca                             | Maracanã                       | Rio de Janeiro      |
| 6 de março de 1958      | America           | 1–3         | Fluminense | Torneio Rio-São Paulo                          | Maracanã                       | Rio de Janeiro      |
| 30 de maio de 1958      | Fluminense        | 1–1         | America    | Partida amistosa                               | Laranjeiras                    | Rio de Janeiro      |
| 21 de junho de 1958     | America           | 1–2         | Fluminense | Partida amistosa                               | Campos Sales                   | Rio de Janeiro      |
| 3 de agosto de 1958     | Fluminense        | 1–0         | America    | Campeonato Carioca                             | Maracanã                       | Rio de Janeiro      |
| 26 de outubro de 1958   | America           | 0–1         | Fluminense | Campeonato Carioca                             | Maracanã                       | Rio de Janeiro      |
| 29 de abril de 1959     | America           | 4–2         | Fluminense | Torneio Rio-São Paulo                          | Maracanã                       | Rio de Janeiro      |
| 19 de julho de 1959     | America           | 0–1         | Fluminense | Campeonato Carioca                             | Maracanã                       | Rio de Janeiro      |
| 8 de novembro de 1959   | Fluminense        | 1–1         | America    | Campeonato Carioca                             | Maracanã                       | Rio de Janeiro      |
| 23 de março de 1960     | Fluminense        | 1–1         | America    | Torneio Rio-São Paulo                          | Maracanã                       | Rio de Janeiro      |
| 14 de agosto de 1960    | Fluminense        | 1–1         | America    | Campeonato Carioca                             | Maracanã                       | Rio de Janeiro      |
| 18 de dezembro de 1960  | America           | 2–1         | Fluminense | Campeonato Carioca                             | Maracanã                       | Rio de Janeiro      |
| 19 de março de 1961     | America           | 0–1         | Fluminense | Torneio Rio-São Paulo                          | Maracanã                       | Rio de Janeiro      |
| 21 de abril de 1961     | Fluminense        | 4–0         | America    | Partida amistosa                               | Maracanã                       | Rio de Janeiro      |
| 30 de julho de 1961     | America           | 0–1         | Fluminense | Campeonato Carioca                             | Maracanã                       | Rio de Janeiro      |
| 4 de outubro de 1961    | Fluminense        | 0–0         | America    | Campeonato Carioca                             | Laranjeiras                    | Rio de Janeiro      |
| 6 de dezembro de 1961   | America           | 0–1         | Fluminense | Campeonato Carioca                             | São Januário                   | Rio de Janeiro      |
| 2 de março de 1962      | America           | 3–0         | Fluminense | Torneio Rio-São Paulo                          | Maracanã                       | Rio de Janeiro      |
| 24 de junho de 1962     | Fluminense (pen.) | 0 (3)–(0) 0 | America    | Torneio Início do Campeonato Carioca           | Maracanã                       | Rio de Janeiro      |
| 14 de julho de 1962     | Fluminense        | 2–0         | America    | Campeonato Carioca                             | Maracanã                       | Rio de Janeiro      |
| 13 de outubro de 1962   | America           | 1–1         | Fluminense | Campeonato Carioca                             | São Januário                   | Rio de Janeiro      |
| 18 de abril de 1963     | Fluminense        | 1–3         | America    | Partida amistosa                               | Laranjeiras                    | Rio de Janeiro      |
| 31 de agosto de 1963    | Fluminense        | 1–1         | America    | Campeonato Carioca                             | Maracanã                       | Rio de Janeiro      |
| 23 de novembro de 1963  | Fluminense        | 0–0         | America    | Campeonato Carioca                             | Maracanã                       | Rio de Janeiro      |
| 23 de agosto de 1964    | America           | 1–0         | Fluminense | Campeonato Carioca                             | Maracanã                       | Rio de Janeiro      |
| 15 de novembro de 1964  | Fluminense        | 3–0         | America    | Campeonato Carioca                             | Maracanã                       | Rio de Janeiro      |
| 27 de março de 1965     | Fluminense        | 1–1         | America    | Torneio Rio-São Paulo                          | Maracanã                       | Rio de Janeiro      |
| 24 de julho de 1965     | America           | 0–1         | Fluminense | Taça Guanabara                                 | Maracanã                       | Rio de Janeiro      |
| 10 de outubro de 1965   | Fluminense        | 5–3         | America    | Campeonato Carioca                             | Maracanã                       | Rio de Janeiro      |
| 28 de novembro de 1965  | America           | 1–2         | Fluminense | Campeonato Carioca                             | São Januário                   | Rio de Janeiro      |
| 25 de setembro de 1966  | America           | 0–1         | Fluminense | Campeonato Carioca                             | Maracanã                       | Rio de Janeiro      |
| 17 de dezembro de 1966  | America           | 2–6         | Fluminense | Campeonato Carioca                             | Maracanã                       | Rio de Janeiro      |
| 28 de julho de 1967     | America           | 2–1         | Fluminense | Taça Guanabara                                 | Maracanã                       | Rio de Janeiro      |
| 15 de outubro de 1967   | Fluminense        | 2–1         | America    | Campeonato Carioca                             | Maracanã                       | Rio de Janeiro      |
| 29 de novembro de 1967  | America           | 1–3         | Fluminense | Campeonato Carioca                             | Maracanã                       | Rio de Janeiro      |
| 30 de abril de 1968     | America           | 1–0         | Fluminense | Campeonato Carioca                             | Maracanã                       | Rio de Janeiro      |
| 9 de junho de 1968      | America           | 0–2         | Fluminense | Campeonato Carioca                             | Maracanã                       | Rio de Janeiro      |
| 17 de agosto de 1968    | Fluminense        | 2–2         | America    | Taça Guanabara                                 | Maracanã                       | Rio de Janeiro      |
| 9 de fevereiro de 1969  | Fluminense        | 1–1         | America    | Partida amistosa                               | Gávea                          | Rio de Janeiro      |
| 2 de março de 1969      | America           | 0–0         | Fluminense | Partida amistosa                               | Petropolitano                  | Petrópolis          |
| 27 de abril de 1969     | America           | 2–0         | Fluminense | Campeonato Carioca                             | Maracanã                       | Rio de Janeiro      |
| 31 de maio de 1969      | Fluminense        | 2–1         | America    | Campeonato Carioca                             | Maracanã                       | Rio de Janeiro      |
| 5 de julho de 1969      | Fluminense        | 3–1         | America    | Taça Guanabara                                 | Maracanã                       | Rio de Janeiro      |
| 17 de agosto de 1969    | Fluminense        | 1–0         | America    | Taça Guanabara                                 | Maracanã                       | Rio de Janeiro      |
| 17 de setembro de 1969  | Fluminense        | 1–2         | America    | Torneio Roberto Gomes Pedrosa                  | Maracanã                       | Rio de Janeiro      |
| 2 de maio de 1970       | America           | 2–2         | Fluminense | Taça Guanabara                                 | Maracanã                       | Rio de Janeiro      |
| 23 de maio de 1970      | America           | 0–0         | Fluminense | Taça Guanabara                                 | Maracanã                       | Rio de Janeiro      |
| 16 de agosto de 1970    | America           | 1–3         | Fluminense | Campeonato Carioca (decisão do Primeiro Turno) | Maracanã                       | Rio de Janeiro      |
| 16 de setembro de 1970  | Fluminense        | 0–0         | America    | Campeonato Carioca                             | Maracanã                       | Rio de Janeiro      |
| 11 de outubro de 1970   | Fluminense        | 3–0         | America    | Torneio Roberto Gomes Pedrosa                  | Maracanã                       | Rio de Janeiro      |
| 23 de janeiro de 1971   | America           | 0–0         | Fluminense | Partida amistosa                               | General Severiano              | Rio de Janeiro      |
| 13 de março de 1971     | Fluminense        | 0–0         | America    | Campeonato Carioca                             | Maracanã                       | Rio de Janeiro      |
| 1 de maio de 1971       | America           | 0–0         | Fluminense | Campeonato Carioca                             | Maracanã                       | Rio de Janeiro      |
| 12 de junho de 1971     | Fluminense        | 3–1         | America    | Campeonato Carioca                             | Maracanã                       | Rio de Janeiro      |
| 4 de julho de 1971      | America           | 0–2         | Fluminense | Taça Guanabara                                 | Maracanã                       | Rio de Janeiro      |
| 19 de setembro de 1971  | Fluminense        | 0–0         | America    | Campeonato Brasileiro                          | Maracanã                       | Rio de Janeiro      |
| 19 de janeiro de 1972   | America           | 2–0         | Fluminense | Partida amistosa                               | Caio Martins                   | Niterói             |
| 12 de março de 1972     | America           | 0–4         | Fluminense | Campeonato Carioca                             | Maracanã                       | Rio de Janeiro      |
| 16 de julho de 1972     | Fluminense        | 1–1         | America    | Campeonato Carioca                             | Maracanã                       | Rio de Janeiro      |
| 9 de agosto de 1972     | America           | 2–0         | Fluminense | Campeonato Carioca                             | Maracanã                       | Rio de Janeiro      |
| 12 de novembro de 1972  | Fluminense        | 0–0         | America    | Campeonato Brasileiro                          | Maracanã                       | Rio de Janeiro      |
| 5 de maio de 1973       | Fluminense        | 0–1         | America    | Campeonato Carioca                             | Maracanã                       | Rio de Janeiro      |
| 11 de julho de 1973     | America           | 2–2         | Fluminense | Campeonato Carioca                             | Maracanã                       | Rio de Janeiro      |
| 1 de agosto de 1973     | Fluminense        | 0–0         | America    | Campeonato Carioca                             | Maracanã                       | Rio de Janeiro      |
| 16 de setembro de 1973  | Fluminense        | 2–0         | America    | Campeonato Brasileiro                          | Maracanã                       | Rio de Janeiro      |
| 11 de novembro de 1973  | Fluminense        | 2–1         | America    | Campeonato Brasileiro                          | Maracanã                       | Rio de Janeiro      |
| 10 de março de 1974     | Fluminense        | 1–1         | America    | Campeonato Brasileiro                          | Maracanã                       | Rio de Janeiro      |
| 22 de setembro de 1974  | Fluminense        | 0–1         | America    | Campeonato Carioca (decisão da Taça Guanabara) | Maracanã                       | Rio de Janeiro      |
| 26 de outubro de 1974   | America           | 1–0         | Fluminense | Campeonato Carioca                             | Maracanã                       | Rio de Janeiro      |
| 20 de novembro de 1974  | America           | 2–1         | Fluminense | Campeonato Carioca                             | Maracanã                       | Rio de Janeiro      |
| 9 de março de 1975      | Fluminense        | 2–1         | America    | Campeonato Carioca                             | Maracanã                       | Rio de Janeiro      |
| 27 de abril de 1975     | Fluminense        | 1–0         | America    | Campeonato Carioca (decisão da Taça Guanabara) | Maracanã                       | Rio de Janeiro      |
| 11 de maio de 1975      | America           | 2– 2        | Fluminense | Campeonato Carioca                             | Maracanã                       | Rio de Janeiro      |
| 16 de julho de 1975     | Fluminense        | 0–0         | America    | Campeonato Carioca                             | Maracanã                       | Rio de Janeiro      |
| 27 de setembro de 1975  | Fluminense        | 2–0         | America    | Campeonato Brasileiro                          | Maracanã                       | Rio de Janeiro      |
| 30 de novembro de 1975  | Fluminense        | 0–1         | America    | Campeonato Brasileiro                          | Maracanã                       | Rio de Janeiro      |
| 11 de abril de 1976     | Fluminense        | 2–2         | America    | Campeonato Carioca                             | Maracanã                       | Rio de Janeiro      |
| 10 de julho de 1976     | America           | 1–4         | Fluminense | Campeonato Carioca                             | Maracanã                       | Rio de Janeiro      |
| 21 de agosto de 1976    | Fluminense        | 2–0         | America    | Campeonato Carioca                             | Maracanã                       | Rio de Janeiro      |
| 21 de abril de 1977     | Fluminense        | 6–0         | America    | Campeonato Carioca                             | Maracanã                       | Rio de Janeiro      |
| 9 de julho de 1977      | America           | 1–1         | Fluminense | Copa Vale do Paraíba (Taça Flávio Marques)     | José Procópio                  | Juiz de Fora        |
| 14 de setembro de 1977  | America           | 0–3         | Fluminense | Campeonato Carioca                             | Maracanã                       | Rio de Janeiro      |
| 30 de outubro de 1977   | Fluminense        | 0–1         | America    | Campeonato Brasileiro                          | Maracanã                       | Rio de Janeiro      |
| 7 de maio de 1978       | Fluminense        | 0–2         | America    | Campeonato Brasileiro                          | Maracanã                       | Rio de Janeiro      |
| 7 de outubro de 1978    | Fluminense        | 2–1         | America    | Campeonato Carioca                             | Maracanã                       | Rio de Janeiro      |
| 18 de novembro de 1978  | America           | 0–2         | Fluminense | Campeonato Carioca                             | Maracanã                       | Rio de Janeiro      |
| 17 de fevereiro de 1979 | America           | 1–6         | Fluminense | Campeonato Carioca                             | Maracanã                       | Rio de Janeiro      |
| 7 de abril de 1979      | Fluminense        | 3–1         | America    | Campeonato Carioca                             | Maracanã                       | Rio de Janeiro      |
| 10 de junho de 1979     | Fluminense        | 0–0         | America    | Campeonato Carioca                             | Maracanã                       | Rio de Janeiro      |
| 26 de agosto de 1979    | America           | 1–1         | Fluminense | Campeonato Carioca                             | Maracanã                       | Rio de Janeiro      |
| 26 de julho de 1980     | America           | 0–2         | Fluminense | Taça Guanabara                                 | Maracanã                       | Rio de Janeiro      |
| 11 de outubro de 1980   | Fluminense        | 0–1         | America    | Campeonato Carioca                             | Maracanã                       | Rio de Janeiro      |
| 26 de novembro de 1980  | Fluminense        | 1–2         | America    | Campeonato Carioca                             | Maracanã                       | Rio de Janeiro      |
| 11 de julho de 1981     | Fluminense        | 1–2         | America    | Campeonato Carioca                             | Maracanã                       | Rio de Janeiro      |
| 19 de setembro de 1981  | Fluminense        | 3–2         | America    | Campeonato Carioca                             | Maracanã                       | Rio de Janeiro      |
| 7 de novembro de 1981   | Fluminense        | 1–0         | America    | Campeonato Carioca                             | Maracanã                       | Rio de Janeiro      |
| 26 de maio de 1982      | America           | 0–0         | Fluminense | Partida amistosa                               | Caio Martins                   | Niterói             |
| 18 de setembro de 1982  | America           | 3–1         | Fluminense | Campeonato Carioca                             | Caio Martins                   | Niterói             |
| 21 de novembro de 1982  | Fluminense        | 2–4         | America    | Campeonato Carioca (decisão da Taça Rio)       | Maracanã                       | Rio de Janeiro      |
| 11 de setembro de 1983  | Fluminense        | 2–0         | America    | Campeonato Carioca (decisão da Taça Guanabara) | Maracanã                       | Rio de Janeiro      |
| 26 de novembro de 1983  | America           | 1–0         | Fluminense | Campeonato Carioca                             | São Januário                   | Rio de Janeiro      |
| 1 de julho de 1984      | Fluminense        | 2–1         | America    | Campeonato Carioca                             | Maracanã                       | Rio de Janeiro      |
| 24 de outubro de 1984   | Fluminense        | 3–1         | America    | Campeonato Carioca                             | Maracanã                       | Rio de Janeiro      |
| 9 de outubro de 1985    | Fluminense        | 1–0         | America    | Campeonato Carioca (decisão da Taça Guanabara) | Maracanã                       | Rio de Janeiro      |
| 30 de novembro de 1985  | Fluminense        | 0–1         | America    | Campeonato Carioca                             | Maracanã                       | Rio de Janeiro      |
| 1 de março de 1986      | Fluminense        | 2–0         | America    | Campeonato Carioca                             | Maracanã                       | Rio de Janeiro      |
| 29 de maio de 1986      | Fluminense        | 3–0         | America    | Campeonato Carioca                             | Maracanã                       | Rio de Janeiro      |
| 2 de abril de 1987      | Fluminense        | 1–0         | America    | Campeonato Carioca                             | Maracanã                       | Rio de Janeiro      |
| 27 de junho de 1987     | Fluminense        | 2–0         | America    | Campeonato Carioca                             | Laranjeiras                    | Rio de Janeiro      |
| 28 de fevereiro de 1988 | Fluminense        | 3–3         | America    | Campeonato Carioca                             | Maracanã                       | Rio de Janeiro      |
| 14 de abril de 1988     | Fluminense        | 2–0         | America    | Campeonato Carioca                             | Maracanã                       | Rio de Janeiro      |
| 30 de outubro de 1988   | Fluminense        | 2–0         | America    | Campeonato Brasileiro                          | Maracanã                       | Rio de Janeiro      |
| 22 de abril de 1989     | America           | 2–2         | Fluminense | Campeonato Carioca                             | Maracanã                       | Rio de Janeiro      |
| 14 de junho de 1989     | Fluminense        | 2–0         | America    | Campeonato Carioca                             | Laranjeiras                    | Rio de Janeiro      |
| 10 de março de 1990     | Fluminense        | 1–0         | America    | Campeonato Carioca                             | Laranjeiras                    | Rio de Janeiro      |
| 29 de abril de 1990     | Fluminense        | 0–2         | America    | Campeonato Carioca                             | Maracanã                       | Rio de Janeiro      |
| 29 de setembro de 1991  | Fluminense        | 0–0         | America    | Campeonato Carioca (decisão da Taça Guanabara) | Laranjeiras                    | Rio de Janeiro      |
| 7 de dezembro de 1991   | America           | 1–1         | Fluminense | Campeonato Carioca                             | Wolney Braune                  | Rio de Janeiro      |
| 12 de setembro de 1992  | America           | 0–1         | Fluminense | Campeonato Carioca                             | Caio Martins                   | Niterói             |
| 1 de outubro de 1992    | America           | 0–0         | Fluminense | Taça Cidade de Resende                         | Trabalhador                    | Resende             |
| 11 de novembro de 1992  | Fluminense        | 1–0         | America    | Campeonato Carioca                             | Laranjeiras                    | Rio de Janeiro      |
| 29 de março de 1993     | Fluminense        | 1–1         | America    | Campeonato Carioca                             | Maracanã                       | Rio de Janeiro      |
| 29 de maio de 1993      | Fluminense        | 0–2         | America    | Campeonato Carioca                             | Laranjeiras                    | Rio de Janeiro      |
| 13 de outubro de 1993   | Fluminense        | 2–3         | America    | Copa Rio                                       | Laranjeiras                    | Rio de Janeiro      |
| 5 de fevereiro de 1994  | America           | 0–1         | Fluminense | Campeonato Carioca                             | Ítalo Del Cima                 | Rio de Janeiro      |
| 5 de dezembro de 1994   | America           | 1–4         | Fluminense | Copa Rio (decisão do Campeonato da Capital)    | Gávea                          | Rio de Janeiro      |
| 26 de março de 1995     | Fluminense        | 0–0         | America    | Campeonato Carioca                             | Maracanã                       | Rio de Janeiro      |
| 14 de maio de 1995      | Fluminense        | 1–0         | America    | Campeonato Carioca                             | Caio Martins                   | Niterói             |
| 2 de março de 1996      | Fluminense        | 2–2         | America    | Taça Cidade Maravilhosa                        | Laranjeiras                    | Rio de Janeiro      |
| 17 de março de 1996     | America           | 0–1         | Fluminense | Campeonato Carioca                             | Conselheiro Galvão             | Rio de Janeiro      |
| 19 de maio de 1996      | Fluminense        | 3–0         | America    | Campeonato Carioca                             | Laranjeiras                    | Rio de Janeiro      |
| 19 de fevereiro de 1997 | Fluminense        | 1–1         | America    | Campeonato Carioca                             | Laranjeiras                    | Rio de Janeiro      |
| 23 de março de 2000     | America           | 0–1         | Fluminense | Campeonato Carioca                             | Maracanã                       | Rio de Janeiro      |
| 7 de junho de 2000      | Fluminense        | 2–3         | America    | Campeonato Carioca                             | Laranjeiras                    | Rio de Janeiro      |
| 21 de janeiro de 2001   | Fluminense        | 3–1         | America    | Campeonato Carioca                             | Caio Martins                   | Niterói             |
| 24 de março de 2001     | Fluminense        | 3–1         | America    | Campeonato Carioca                             | Maracanã                       | Rio de Janeiro      |
| 27 de janeiro de 2002   | America           | 0–8         | Fluminense | Torneio Rio-São Paulo                          | Giulite Coutinho               | Mesquita            |
| 28 de fevereiro de 2002 | Fluminense        | 2–3         | America    | Campeonato Carioca                             | Laranjeiras                    | Rio de Janeiro      |
| 8 de maio de 2002       | America           | 1–2         | Fluminense | Campeonato Carioca                             | Giulite Coutinho               | Mesquita            |
| 25 de janeiro de 2003   | America           | 2–0         | Fluminense | Campeonato Carioca                             | Giulite Coutinho               | Mesquita            |
| 11 de fevereiro de 2004 | Fluminense        | 4–1         | America    | Campeonato Carioca                             | Maracanã                       | Rio de Janeiro      |
| 19 de setembro de 2004  | America           | 2–2         | Fluminense | Partida amistosa                               | Giulite Coutinho               | Mesquita            |
| 23 de fevereiro de 2005 | Fluminense        | 4–0         | America    | Campeonato Carioca                             | Maracanã                       | Rio de Janeiro      |
| 1 de março de 2006      | Fluminense        | 2–0         | America    | Campeonato Carioca                             | Maracanã                       | Rio de Janeiro      |
| 9 de fevereiro de 2007  | Fluminense        | 0–2         | America    | Campeonato Carioca                             | Maracanã                       | Rio de Janeiro      |
| 6 de fevereiro de 2008  | Fluminense        | 6–1         | America    | Campeonato Carioca                             | Maracanã                       | Rio de Janeiro      |
| 13 de março de 2010     | America           | 1–1         | Fluminense | Campeonato Carioca                             | Engenhão                       | Rio de Janeiro      |
| 9 de março de 2011      | Fluminense        | 3–1         | America    | Campeonato Carioca                             | Engenhão                       | Rio de Janeiro      |
| 6 de março de 2016      | Fluminense        | 1–0         | America    | Campeonato Carioca                             | Los Larios                     | Duque de Caxias     |